# Fernand Hederer
Fernand Hederer (1889 -1984) est un militaire et résistant français, secrétaire général de l'aviation civile de 1948 à 1951.

## Biographie
Né le 4 octobre 1889 à Moulins (Allier) où son père était directeur des postes, Fernand Hederer est originaire de l’est de la France. Après des études de droit, Fernand Hederer est reçu en 1912 au concours du commissariat de la marine.
Affecté au 1er Régiment de canonniers marins, il devient en 1915 commandant d’une batterie d’artillerie lourde sur voie ferrée. Il entre en 1916 dans l’aviation pour prendre en février 1918 le commandement de l’escadrille SPAD 25. Ses missions d’observation et ses combats aériens lui vaudront sept citations, la croix de guerre avec palmes et étoiles et celle de la Légion d'honneur.
De 1919 à 1929, Fernand Hederer exerce ses fonctions de commissaire puis de contrôleur de la marine sur divers bâtiments, ainsi que dans les bases de Constantinople et de Cherbourg. En 1929, il participe à la création du ministère de l’Air, puis assume diverses missions en Asie et en Amérique du Sud. Définitivement acquis à l’aviation, il est intégré en 1933 dans le corps de contrôle de l’aéronautique, rend un rapport sur l'Aéropostale et est nommé contrôleur général en 1936. Il organise fin 1936 la nationalisation de l’industrie aéronautique, puis prépare les statuts de la compagnie « Air France ».
Affecté à l’État-major en 1940, il multiplie les opérations de contrôle des bases aériennes. Pendant la débâcle, il tente de faire replier les escadrilles intactes et de détruire avant l’arrivée de l’ennemi les stocks de munitions et d’essence. Un grave accident d’auto l’empêche de prendre l’avion qui devait l’emmener en Angleterre ; il se rend début 1941 à Vichy mais refuse de servir le nouveau régime. Assigné à résidence à Aix-en-Provence, il participe de plus en plus activement à des actions de résistance et il adhère en janvier 1943 au réseau « Marco Polo ». Ses contacts avec Londres, les renseignements qu’il fournit au SRA[Quoi ?] de Lyon, le font rechercher début 1944 par la Gestapo.
La libération de Paris le retrouve parmi les combattants, il reprend le ministère de l’Air les armes à la main et en entreprend rapidement la réorganisation.
De 1948 à 1951, Fernand Hederer est  secrétaire général de l'aviation civile et commerciale et dirige la partie aéronautique du ministère des Transports.
En 1951, il entame une nouvelle carrière dans l’industrie, comme président directeur général de la société française d’équipements pour la navigation aérienne (SFENA).
En 1984, une dernière distinction, la plus haute, devait lui être accordée : la Grand Croix de la Légion d'honneur, qui lui est remise des mains de son vieil ami, Marcel Dassault.
Il meurt le 13 juillet 1984 à Paris,.

## Décorations
- Grand-croix de la Légion d'honneur
- Croix de guerre 1914–1918 avec quatre palmes et 3 étoiles
- Croix de guerre 1939–1945 avec deux citations
- Médaille de la Résistance française avec rosette (3 aout 1946)[4]
- Croix du combattant volontaire 1914–1918
- Médaille de l'Aéronautique
- Croix du combattant
- Médaille coloniale avec agrafe « Tunisie »
- Commandeur de l'ordre du Dannebrog
- Commandeur de l'ordre du Nichan Iftikhar
- Ordre de Saint-Stanislas (Russie impériale)
- Médaille du Schleswig 1920